# Râul Mădărașul Mare
Râul Mădărașul Mare este unul din cele două brațe care formează râul Mădăraș. 